# Јелина Ђурковић
Јелина Ђурковић (Шековићи, 1953) српска је песникиња и писац кратких прича.

## Биографија
Рођена је 1953. године у Шековићима. До рата је живела и радила у Тузли, а после избегличког путешествија се зауставила у Бијељини, Семберија.

### Образовање
Студиј књижевности је завршила у Сарајеву, а 2002 је докторирала у Београду на Народној књижевности.

### Каријера
Радила је у Гимназији у Тузли, а сада је запослена на Педагошком факултету у Бијељини, у звању ванредног професора.

## Опус
Поред редовног посла и обавеза у струци и науци - радови, књиге, научни скупови, објављује књиге поезије Печати, 1996; Вилина влас, 2001.
Објављује песме у часописима Багдала (Крушевац), Луча ( Сомбор), Вертикале (Београд), Знаци (Варна, Бугарска), Српска вила ( Бијељина).
Сада је главна и одговорна уредница Српске виле, часописа за књижевност и културу у Бијељини. Редовна је учесница у креирању и извођењу културне манифестације Вишњићеви дани у Бијељини, дуги низ година.